# Federico Paris
Federico Paris (Rho, Llombardia, 9 de novembre de 1969) va ser un ciclista italià especialista en pista. Guanyador de set medalles als Campionats del món, tres d'elles d'or en tàndem.

## Palmarès
- 1990
  -  Campió del món en Tàndem (amb Gianluca Capitano)
- 1992
  -  Campió del món en Tàndem (amb Gianluca Capitano)
- 1993
  -  Campió del món en Tàndem (amb Roberto Chiappa)